# Rio Negro (Magdalena)
Rio Negro je rijeka u Kolumbiji, pritoka rijeke Magdalene. Pripada slijevu Karipskog mora.